# Ella Beatty
Ella Corrine Beatty (Los Angeles, 8 de abril de 2000) é uma atriz americana. Ela é mais conhecida por interpretar Kerry O'Shea / Kate Harrington em Feud: Capote vs. The Swans.

## Filmografia

### Cinema
| Ano  | Título                     | Papel |
| ---- | -------------------------- | ----- |
| 2025 | If I Had Legs I'd Kick You | Kate  |

### Televisão
| Ano  | Título                           | Papel                          | Notas       |
| ---- | -------------------------------- | ------------------------------ | ----------- |
| 2024 | Feud: Capote vs. The Swans       | Kerry O'Shea / Kate Harrington | 4 episódios |
| 2026 | Monster: The Lizzie Borden Story | Lizzie Borden                  |             |

### Teatro
| Ano  | Título                                  | Papel  | Notas        |
| ---- | --------------------------------------- | ------ | ------------ |
| 2024 | Appropriate                             | River  | Broadway     |
| 2025 | Ghosts                                  | Regina | Off-Broadway |
| 2025 | Sexual Misconduct of the Middle Classes | Annie  | Off-Broadway |